# Resident Evil 3: Nemesis
Resident Evil 3: Nemesis, conhecido no Japão como Biohazard 3: Last Escape (バイオハザード3　ラストエスケープ, Baiohazādo 3 Rasuto Esukēpu), é um jogo eletrônico de survival horror desenvolvido e publicado pela Capcom, lançado originalmente para o PlayStation em 1999. É o terceiro jogo da franquia Resident Evil, e ocorre antes e após os acontecimentos de Resident Evil 2.
A história centra-se em Jill Valentine e em seus esforços para escapar de Raccon City, uma cidade completamente infectada com um novo tipo de arma biológica secreta desenvolvida pela empresa farmacêutica Umbrella Corporation. O jogo usa o mesmo motor que seus antecessores e apresenta modelos 3D sobre fundos pré-renderizados com ângulos de câmera fixa. Ao contrário dos jogos anteriores, Resident Evil 3: Nemesis foi projetado para ser mais orientado para a ação. Ele apresenta um maior número de inimigos para serem derrotados e introduz a criatura Nemesis, que persegue periodicamente o jogador até o final do jogo.
Resident Evil 3 foi um sucesso crítico e comercial, vendendo mais de três milhões de unidades em todo o mundo. A maioria dos críticos elogiaram os gráficos por serem detalhados e Nemesis como um vilão assustador, mas alguns criticaram a curta duração do jogo e da história. Após o seu lançamento no PlayStation, o jogo foi posteriormente portado para Dreamcast, Microsoft Windows e GameCube. Uma recriação, intitulada Resident Evil 3, foi lançada em 3 de abril de 2020 para Microsoft Windows, PlayStation 4 e Xbox One.

## Jogabilidade

O jogador, controlando Jill Valentine, atira em um zumbi. Como seus antecessores, o estilo gráfico do jogo apresenta modelos 3D sobrepostos por fundos pré-renderizados.

Resident Evil 3: Nemesis é um jogo eletrônico de survival horror onde o jogador controla o personagem na perspectiva de terceira pessoa para interagir com o ambiente e inimigos. Jill Valentine é a única protagonista e personagem principal controlável do jogo, com outro personagem também sendo controlável por um breve período. Para progredir, o jogador deve explorar a cidade fictícia de Raccoon City, evitando, enganando e derrotando vários tipos de inimigos. O jogador pode abrir portas, empurrar ou escalar certos objetos e pegar itens. Todos os itens coletados são armazenados em um inventário que o jogador pode acessar a qualquer momento. Eles podem ser utilizados, examinados e combinados para fazer novos. O inventário é limitado a um determinado número de espaços, e o jogador deve muitas vezes mover itens para uma caixa de armazenamento localizadas em salas especiais para gerenciar o espaço.
Em combate, o jogador tem a capacidade de evitar ataques, usar armas de fogo contra os oponentes e atirar em alguns objetos como barris, fazendo-os explodir para danificar inimigos próximos. Também é possível executar um giro rápido de 180 graus para fugir dos inimigos. O jogador tem uma certa quantidade de saúde, que diminui se o personagem é atacado pelas criaturas. Quanto menor a saúde, mais lentamente ele irá se locomover. No entanto, os jogadores podem aumentar a vida através da recolha e uso de ervas, que podem ser misturadas com outras ervas para aumentar o seu efeito curativo. O jogo também incorpora um sistema de criação de munição, que pode ser fabricada a partir de diferentes tipos de pólvora. Além de entrar em combate, o jogador deve muitas vezes resolver inúmeros quebra-cabeças que incidem sobre desafios lógicos e conceituais.
Ao contrário dos jogos anteriores da série Resident Evil, o jogador é ocasionalmente solicitado a escolher entre uma de duas ações possíveis. Essas escolhas afetam a direção do jogo e da história. Além disso, uma criatura chamada Nemesis é encontrada várias vezes ao longo da campanha como um chefe recorrente. Nemesis é consideravelmente mais poderoso do que o jogador e tem a capacidade de usar um lançador de foguetes como arma, esquivar-se de projéteis e de perseguir o personagem de uma área para outra. Durante um desses encontros, o jogador pode optar por lutar com Nemesis ou fugir até que ele vá embora. São possíveis vários encontros, com alguns sendo obrigatórios e outros variando em natureza e localização com base em determinadas escolhas feitas durante a campanha. Mesmo derrotando ou escapando dele durante uma dessas batalhas, Nemesis irá inevitavelmente continuar a perseguir o jogador até o final do jogo.
Ao completar o jogo principal, um novo minijogo intitulado The Mercenaries: Operation Mad Jackal é desbloqueado. Neste modo, o jogador deve escolher jogar como um dos três personagens que aparecem na campanha principal e correr de um lado da cidade para o outro dentro de um período de tempo limitado. Todavia, o tempo fornecido no início é insuficiente para completar a missão diretamente, e o jogador deve continuamente receber bônus de tempo através da realização de certas ações como derrotar os inimigos e explorar áreas escondidas. Completar o jogo principal também destrava roupas alternativas para Jill e arquivos de epílogos que detalham as atividades de diferentes personagens na sequência dos acontecimentos do jogo. The Mercenaries: Operation Mad Jackal e as roupas alternativas já estão disponíveis desde o começo na versão para Microsoft Windows e Dreamcast.

## Enredo
Resident Evil 3: Nemesis começa 24 horas antes dos eventos de Resident Evil 2 e segue a ex-agente do Serviço de Resgate e Táticas Especiais (S.T.A.R.S.) Jill Valentine em sua tentativa de escapar de Raccoon City. Quase todos os cidadãos da cidade foram transformados em zumbis por um surto do T-virus, um novo tipo de arma biológica secreta desenvolvida pela empresa farmacêutica Umbrella Corporation. No seu caminho para o Departamento de Polícia de Raccoon City, Jill encontra outro membro da equipe, Brad Vickers, que é posteriormente morto por Nemesis, uma arma bio-orgânica criada pela Umbrella com o único propósito de eliminar os membros sobreviventes dos S.T.A.R.S., que são testemunhas dos experimentos antiéticos da empresa. Depois de fugir de Nemesis, Jill encontra três membros sobreviventes do Serviço de Contramedida de Risco Biológico da Umbrella (UBCS): Carlos Oliveira, Mikhail Victor e Nikolai Zinoviev. Este último explica a Jill e Carlos que um helicóptero de resgate pode ser contactado se eles conseguirem chegar a Torre do Relógio de Raccoon City e tocar o seu sino.
Conforme o jogo avança, Nikolai é dado como morto após um encontro com zumbis em um escritório de marketing da Umbrella, enquanto Mikhail se sacrifica para salvar Jill e Carlos de Nemesis detonando uma granada no compartimento traseiro de um carro de cabos em seu caminho para a Torre do Relógio, fazendo o veículo ficar fora de controle, que acaba colidindo com o pátio principal da torre. Como resultado, Jill e Carlos são brevemente separados. No local, Jill chama o helicóptero através do toque do sino, antes de ser confrontada por Nemesis, que destrói o transporte e a infecta com o T-virus. Ela consegue derrotar o monstro temporariamente, caindo inconsciente após a batalha devido ao vírus. Carlos encontra Jill e a leva para para dentro da Torre do Relógio. Três dias depois, ele encontra uma cura para a infecção de Jill no Hospital Geral de Raccoon City. Retornando para a torre com a vacina, ele é confrontado por Nemesis por um breve período.
Depois de se recuperar da infecção, Jill prossegue em direção ao Parque de Raccoon e entra na cabine do zelador. Lá, ela descobre a partir de Nikolai que ele é um dos "supervisores" enviados para Raccoon City, juntamente com a UBCS, para reunir dados de combate a partir de encontros do soldado com armas biológicas da Umbrella. Ele então é forçado a sair depois de um tremor que sacode a cabine. Jill segue Nikolai, descobrindo que o abalo foi causado por uma enorme criatura parecida com um verme. Ela derrota o inimigo e escapa para uma fábrica na parte de trás do parque. Dentro do local, Jill se encontra com Carlos, que lhe diz que o governo dos Estados Unidos está planejando lançar um míssil nuclear na cidade para erradicar a infestação do T-virus. Depois de enfrentar Nemesis e pegar um cartão de acesso necessário para escapar, Jill descobre na torre de controle da fábrica que o ataque de mísseis em Raccoon City já começou, restando pouco tempo antes da cidade ser destruída.
Na torre de controle da fábrica, Jill encontra Nikolai, que começa a atirar nela a partir de um helicóptero. Jill pode então escolher entre conversar com Nikolai ou destruir o helicóptero. Se Jill negocia com Nicholai, ele revela que matou os outros supervisores e que possuí uma recompensa da Umbrella por acabar com Jill antes de escapar. Independentemente do destino de Nicholai, ela faz seu caminho para o pátio traseiro e confronta Nemesis pela última vez. Depois de uma intensa batalha, Jill o derrota com a ajuda de um protótipo de canhão elétrico antes de encontrar-se com Carlos e escapar da cidade através de um helicóptero pilotado pelo especialista em armas dos S.T.A.R.S., Barry Burton. A cena final do jogo mostra o míssil nuclear vaporizando Raccoon City e sua população infectada.

## Desenvolvimento
Resident Evil 3: Nemesis foi desenvolvido pela Capcom e produzido por Shinji Mikami, que anteriormente já tinha trabalhado no Resident Evil original e em Resident Evil 2. Após o lançamento deste último, a Capcom estava trabalhando em vários projetos para a série, tendo uma equipe liderada por Hideki Kamiya para desenvolver o que foi planejado para ser o próximo título principal de Resident Evil. De acordo com o roteirista de Resident Evil 3 Yasuhisa Kawamura, o jogo pretendido "foi vagamente definido em um cruzeiro de luxo e tinha uma história geral em que HUNK estava tentando trazer de volta uma amostra do G-Virus", apresentado em Resident Evil 2. No entanto, a Capcom percebeu que o jogo não seria concluído a tempo para ser lançado no PlayStation devido ao anúncio do PlayStation 2 por parte da Sony, e o projeto acabou sendo cancelado. Como a empresa não queria que os fãs esperassem muito tempo para um novo jogo, a empresa promoveu um de seus outros projetos como o terceiro jogo canônico principal, enquanto a equipe de Kamiya foi deslocada para o desenvolvimento de Resident Evil 4.
O projeto selecionado foi um spin-off que estava sendo desenvolvido por uma equipe inexperiente sob a direção de Kazuhiro Aoyama. O título estava originalmente destinado a introduzir um novo personagem que teria de escapar de uma Raccoon City infectada. No entanto, após a promoção a Capcom decidiu que a protagonista de Resident Evil Jill Valentine seria a personagem principal e Raccoon City seria destruída. Ao contrário da maioria dos primeiros roteiros da série, a história do jogo não foi criada pelo estúdio Flagship, mas pelo escritor interno da Capcom Yasuhisa Kawamura, que tinha pouca experiência com a série Resident Evil. Kawamura observou que ele teve que jogar o jogo original para familiarizar-se com o universo ficcional da série imediatamente. No entanto, o roteiro foi revisado e sancionado pela Flagship para evitar erros de continuidade com os outros títulos da série, uma questão que também foi dada atenção em reuniões mensais entre todos os diretores e produtores.
Resident Evil 3: Nemesis usa o mesmo motor de jogo dos seus antecessores. Os ambientes consistem em fundos 2D pré-renderizados enquanto objetos que se mexem, como inimigos e alguns elementos interativos, consistem em gráficos em polígonos 3D. Os desenvolvedores escolheram esta técnica porque todo o jogo em gráficos 3D não lhes permitiria criar ambientes graficamente ricos e detalhados. De acordo com o supervisor do projeto Yoshiki Okamoto, "o número de polígonos alocados para os inimigos não seria suficiente. Nós não queremos ter zumbis em blocos ou pixelizados." A interação com o ambiente foi melhorada para que o jogador pudesse atirar em objetos como barris explosivos para danificar inimigos. Os desenvolvedores também adicionaram mais variedade de zumbis, que podem assumir a forma de policiais, médicos e cidadãos comuns, entre outros.
Ao contrário dos outros jogos da série, que acontecem no interior de edifícios, Resident Evil 3: Nemesis se passa em Raccoon City. Os desenvolvedores observaram que a cidade permitiu-lhes criar ambientes mais variados. A Capcom decidiu também dar ao jogo uma orientação mais voltada para a ação, o que resultou no giro rápido de 180 graus e a introdução de um recurso de esquiva para que o jogador pudesse evitar ataques inimigos. Além disso, a equipe projetou o jogo para que até nove inimigos aparecessem ao mesmo tempo, melhorando a sua inteligência artificial para que eles pudessem caçar o jogador no subir e descer de escadas. A criatura Nemesis foi inspirada pelo androide T-1000 de Terminator 2: Judgment Day. De acordo com Mikami, "Eu queria introduzir um novo tipo de medo no jogo, uma sensação persistente de paranoia. O Nemesis traz isso. Quando ele desaparece depois do primeiro confronto, você vive em constante temor do próximo ataque. A ideia é fazer você se sentir como se estivesse sendo perseguido.
O jogo foi desenvolvido em conjunto com a versão para Dreamcast de Resident Evil CODE: Veronica e foi originalmente conhecido como Biohazard 1.9, devido à sua posição entre os dois primeiros Resident Evils, embora o codinome Biohazard 1.5 também foi usado. Apesar deste ocorrer após Resident Evil 2, Okamoto explicou que a Capcom queria Nemesis como o terceiro jogo da série para manter os títulos dos jogos para PlayStation consistentes. O desenvolvimento começou com uma equipe de vinte pessoas. No entanto, com a data de lançamento se aproximando, o grupo aumentou gradualmente para entre quarenta e cinquenta membros. Ao contrário de Resident Evil 2, que apresenta dois discos com dois protagonistas diferentes, Resident Evil 3: Nemesis é um jogo de disco único que se centra principalmente em Jill Valentine. A Capcom escolheu Jill como protagonista porque ela era "o único personagem adequado restante", observando que os outros protagonistas Claire Redfield e Chris Redfield foram previamente escolhidos para CODE: Veronica.

## Marketing e lançamento
Resident Evil 3: Nemesis foi apresentado na Tokyo Game Show em março de 1999. Uma versão jogável estava disponível na Electronic Entertainment Expo do mesmo ano. Na época, o recurso de esquiva não tinha sido concluído e estava ausente da demonstração. Para promover o jogo, a Capcom incluiu uma breve demonstração de Resident Evil 3: Nemesis nas versões dos Estados Unidos de seu jogo anterior, Dino Crisis, que teve um lançamento bem sucedido no Japão. Antes do lançamento, a Capcom gastou vinte milhões de dólares em campanhas publicitárias para Resident Evil 3: Nemesis e Dino Crisis, bem como para a versão de Nintendo 64 do Resident Evil 2. A campanha de marketing incluiu publicidade dedicada para televisão e para a impressa e incentivos para o consumidor. A trilha sonora do jogo, composta por Masami Ueda, Saori Maeda e Shusaku Uchiyama, foi lançada em 22 de setembro de 1999. Além disso, uma romantização do jogo intitulada Nemesis foi escrita por S. D. Perry e publicada em 2000.
Resident Evil 3: Nemesis foi lançado para o PlayStation em 22 de setembro de 1999 no Japão e em 10 de novembro de 1999 na América do Norte. As primeiras 500.000 unidades do jogo incluíam discos de demonstração adicionais de Dino Crisis. De acordo com a NPD, Resident Evil 3: Nemesis foi o jogo mais vendido para o PlayStation nos Estados Unidos durante as duas primeiras semanas de novembro de 1999. O jogo foi finalmente lançado na Europa em 17 de março de 2000 e se tornou um best-seller no Reino Unido. De acordo com a Capcom, em maio de 2008 um total de três milhões e meio de cópias da versão para PlayStation tinham sido vendidas. Após a sua versão original, Resident Evil 3: Nemesis foi posteriormente portado para Microsoft Windows, Dreamcast e GameCube, com modelos de personagens 3D avançados e gráficos de alta resolução. Em novembro de 2003, 41.395 cópias da versão para GameCube haviam sido vendidas nos Estados Unidos. Resident Evil 3: Nemesis foi lançado digitalmente na PlayStation Network no Japão em 2008 e na América do Norte em 2009, permitindo aos usuários do PlayStation 3 e do PlayStation Portable jogar qualquer versão do jogo através de emulação.

## Recepção
Após a liberação, a versão original para o PlayStation recebeu avaliações muito positivas dos críticos de jogos eletrônicos. O revisor do GameSpot James Mielke descreveu-o como o Resident Evil mais sofisticado e realizado para o console tanto em termos de gráficos e de jogabilidade. O Official UK PlayStation Magazine chamou Resident Evil 3: Nemesis de "um clássico moderno", concluindo que o jogo "cria um ambiente incrível, preenchido com uma série de adversários malignos e usa a expansão urbana de Raccoon City para melhorar os quebra-cabeças diabólicos." O Computer and Video Games comentou que o jogo preserva as melhores características de seus antecessores e "adiciona alguns novos elementos emocionantes".
Os fundos pré-renderizados do jogo foram elogiados pelos seus detalhes ricos e estilo de arte sombrio. De acordo com o editor da IGN Doug Perry, "carros quebrados, lixo e escombros, ruas da cidade totalmente destruídas e cacos de vidro espalhados, todos estão alojados em uma área suburbana que realmente parece devastada da pior maneira possível." A GameSpot sentiu que a modelagem 3D da protagonista Jill Valentine "[parece] anos luz à frente dos modelos comparativamente em blocos no jogo original." Os efeitos de áudio e a música receberam elogios similares, com a GamePro observando que o jogo "mantém a ação quente, ocultando o que você não deve ver, mas dizendo-lhe sobre isso através do áudio." A introdução da criatura Nemesis foi muito elogiada. A Official UK PlayStation Magazine descreveu o primeiro encontro como chocante, enquanto a Computer and Video Games observou que a criatura aumenta o nível de tensão "para um grau de loucura; você nunca sabe quando ele vai aparecer e causar o caos".
A GameSpot destacou positivamente as escolhas que podem ser feitas durante certos pontos no jogo, que incentivam a rejogabilidade, mas também admitiu que a duração do jogo é muito curta em comparação com Resident Evil 2, pois só dispõe de um disco com uma protagonista. A IGN elogiou o recurso de escolha em tempo real, afirmando que "acelera o ritmo, aumenta a tensão e força uma decisão que varia a cena seguinte." Escrevendo para a GameCritics, Dale Weir sentiu que o fato dos jogadores poderem misturar diferentes tipos de pólvora para criar munição acrescenta uma nova camada de estratégia e de personalização para o jogo. Tanto o giro de 180 graus e o movimento de esquiva foram vistos pela IGN como bons e adições necessárias. Em contraste, a Official US PlayStation Magazine criticou o recurso de esquiva por ser impraticável e por ser muito baseado em sincronismo, resultando em mais dano ao jogador do que contra adversários. Outros aspectos do jogo não foram recebidos positivamente: A Official US PlayStation Magazine criticou a história do jogo por ser carente, enquanto a Game Revolution apontou que a dublagem era pobre. O jogo acabou em segundo lugar na categoria de melhor jogo de aventura da GameSpot em 1999.
A recepção crítica para as versões de Microsoft Windows, Dreamcast e GameCube não foram tão positivas. Escrevendo para a GameSpot, Ron Dulin criticou o sistema de salvamento da versão para Windows por não deixar os jogadores salvarem seu o progresso a qualquer momento, mas achou os fundos de maior resolução e modelos de personagens 3D louváveis. A IGN teceu criticas semelhantes para a versão de Dreamcast, mas observou que alguns fundos não foram melhorados, resultando em que eles não pareciam tão bons quanto a versão do PlayStation, devido aos gráficos mais claros e nítidos do Dreamcast. A versão para GameCube, lançada mais de três anos depois da versão original, recebeu avaliação mistas para negativas de críticos. Ele foi criticado principalmente por seu preço de varejo relativamente alto e gráficos ultrapassados.

## Recriação
Uma recriação, intitulada Resident Evil 3, foi lançada em 3 de abril de 2020. O jogo é apresentado com uma perspectiva em terceira pessoa por cima do ombro e usa o motor gráfico RE Engine de propriedade da Capcom. Embora tenha a mesma premissa da versão original, muitas partes foram reorganizadas em favor de uma história mais focada. Alguns recursos, como os múltiplos finais e o modo The Mercenaries: Operation Mad Jackal, foram removidos. A recriação de Resident Evil 3 recebeu críticas geralmente positivas.